# Oglađenovac
Oglađenovac (Servisch cyrillisch Оглађеновац) is een plaats in de Servische gemeente Valjevo. De plaats telt 636 inwoners (2002).

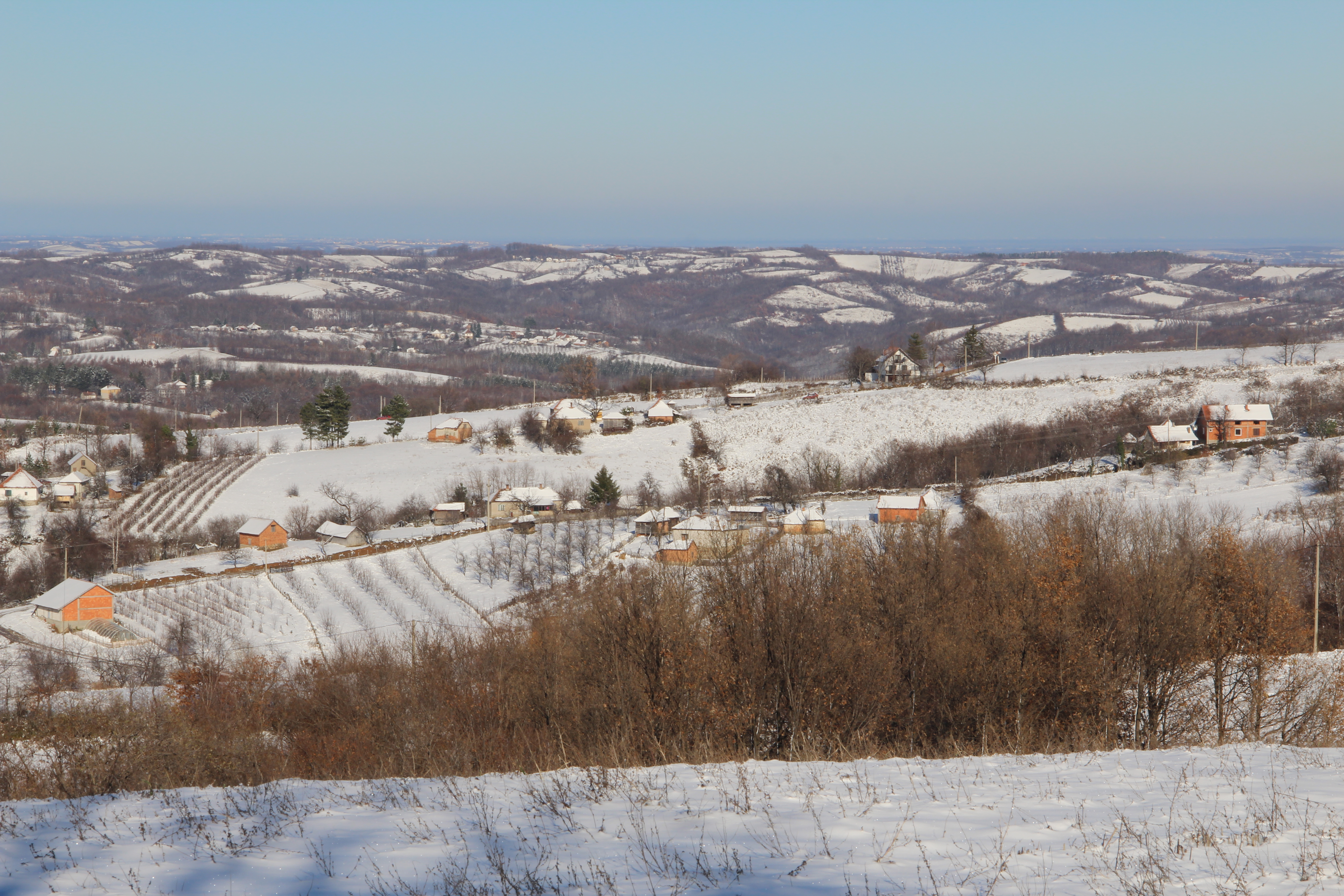
Oglađenovac - panorama
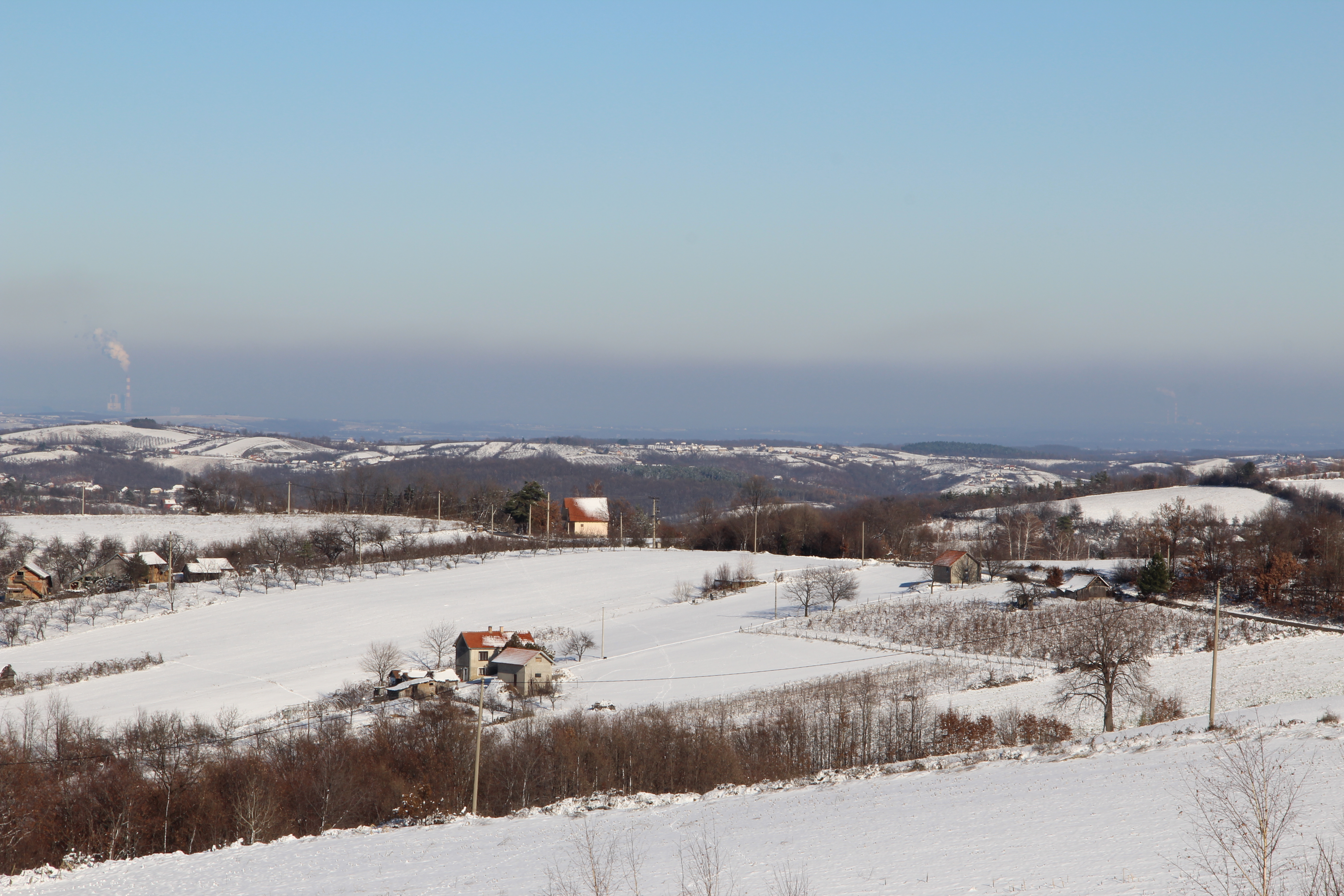
Oglađenovac - panorama
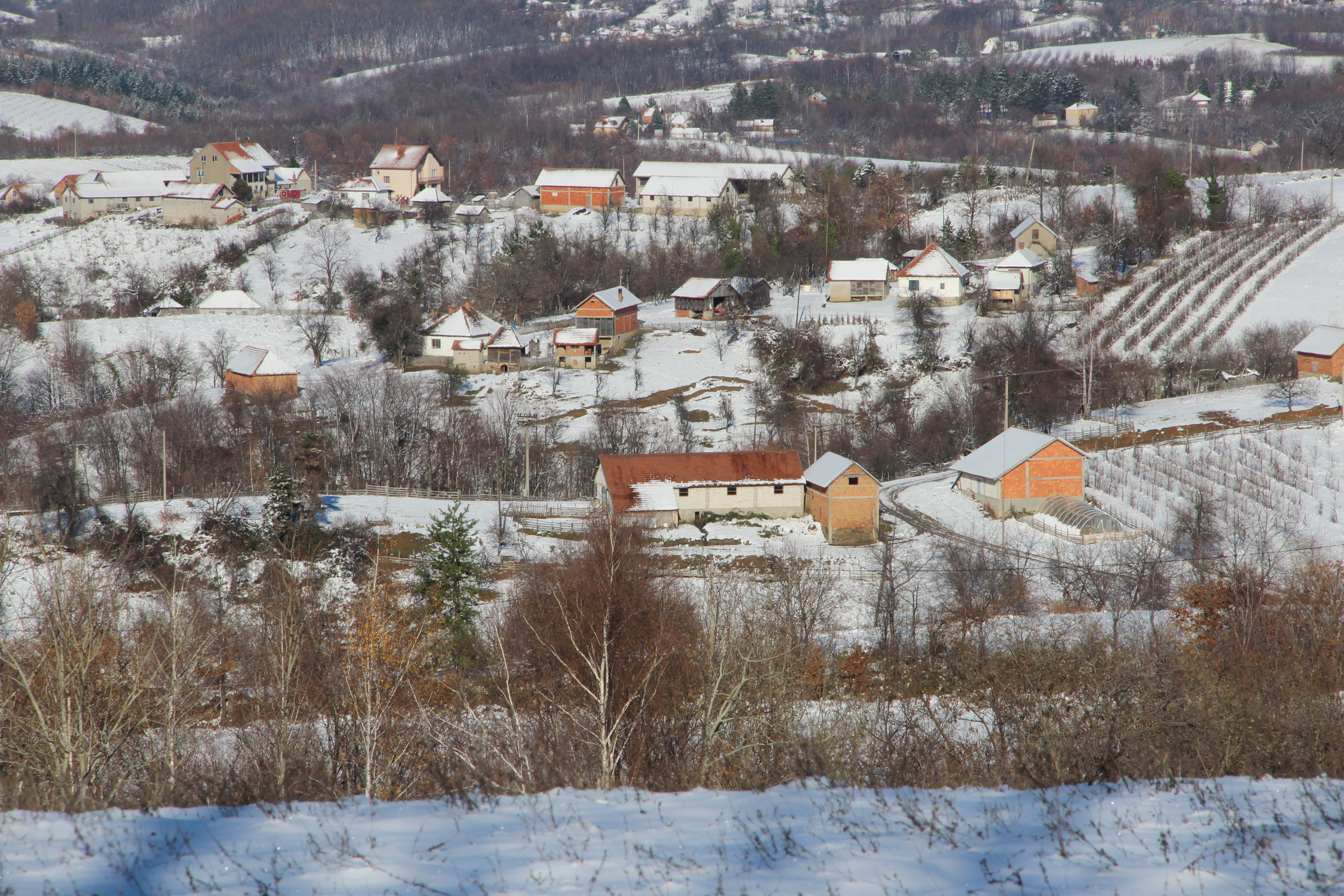
Oglađenovac - panorama
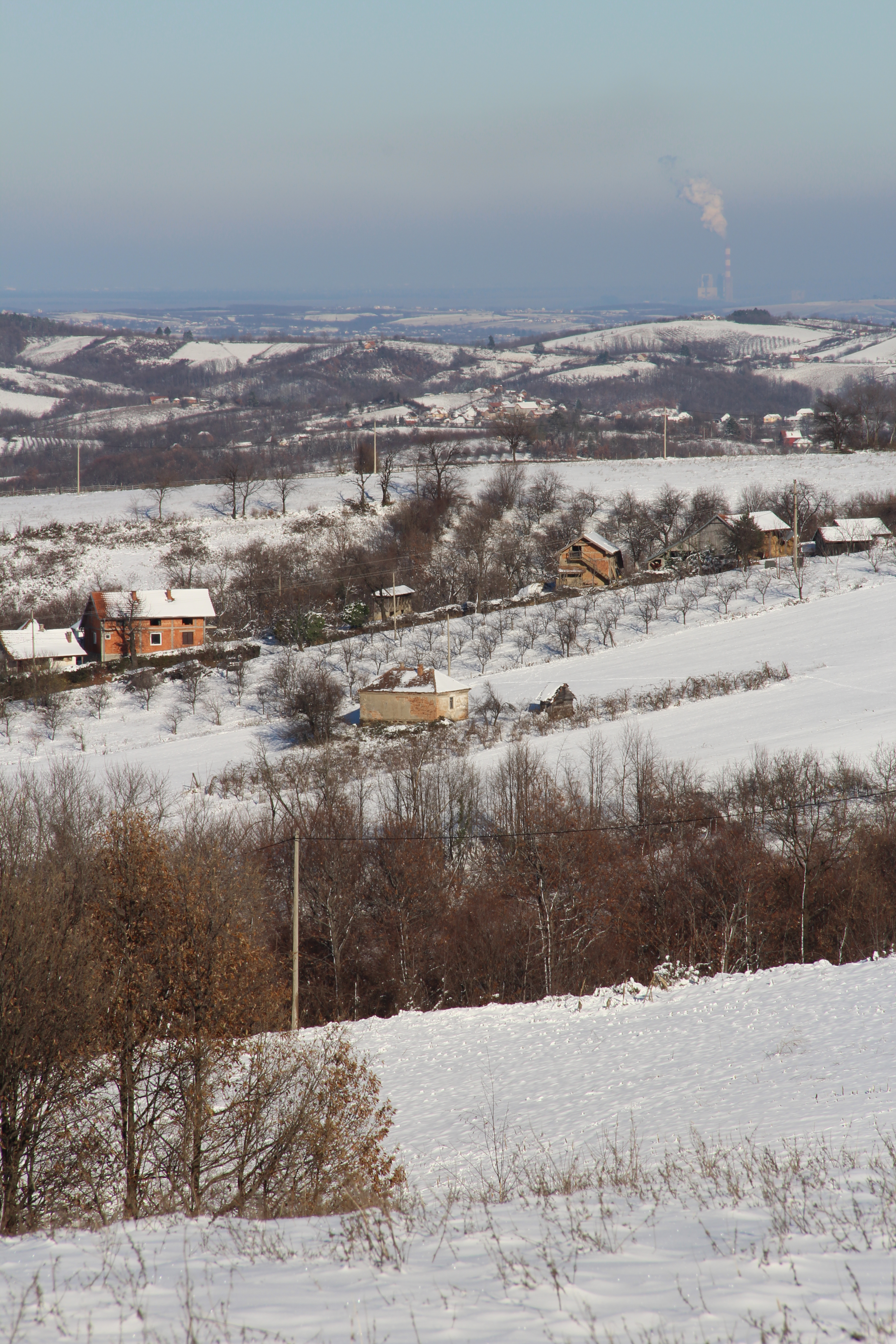
Oglađenovac - panorama
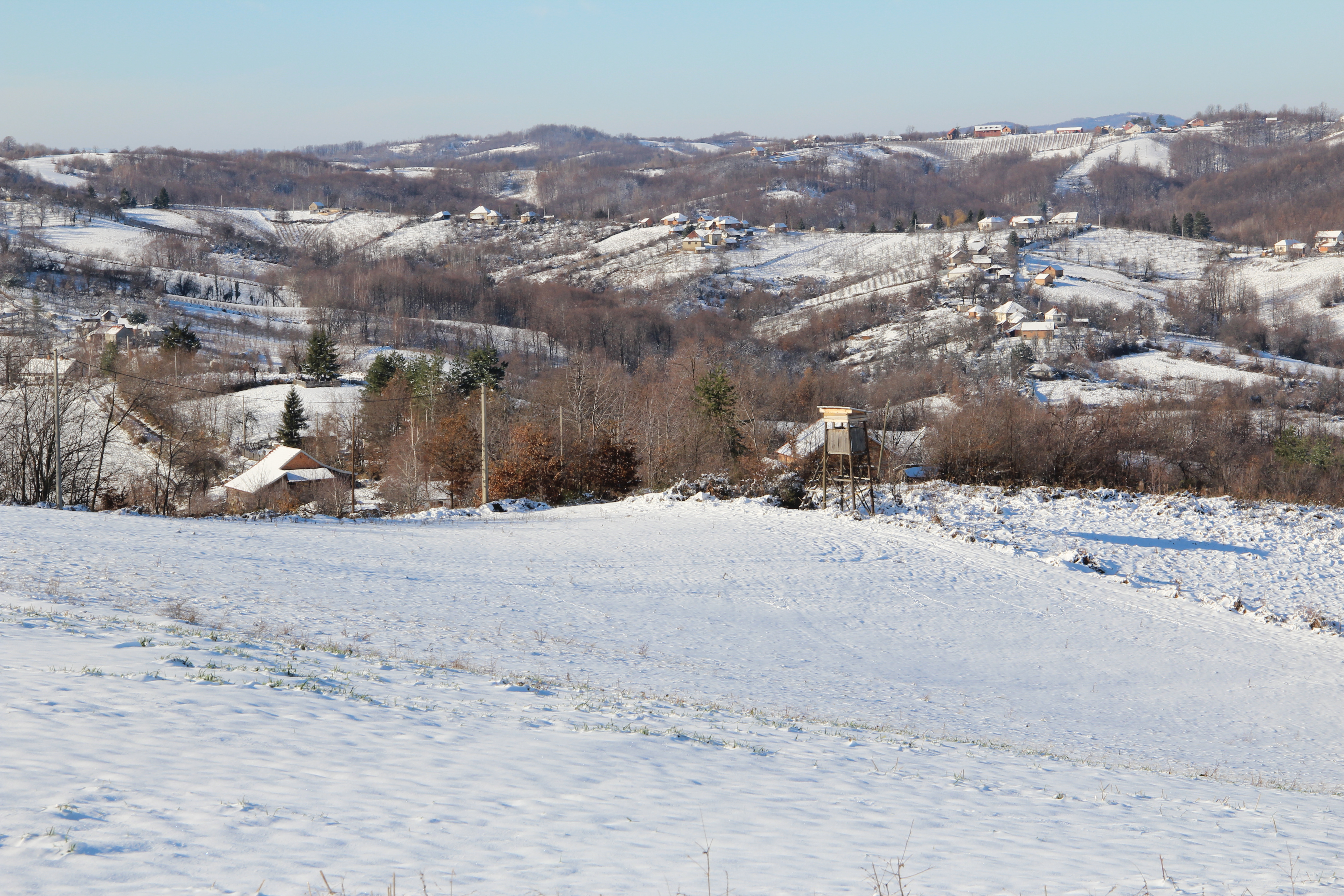
Oglađenovac - panorama
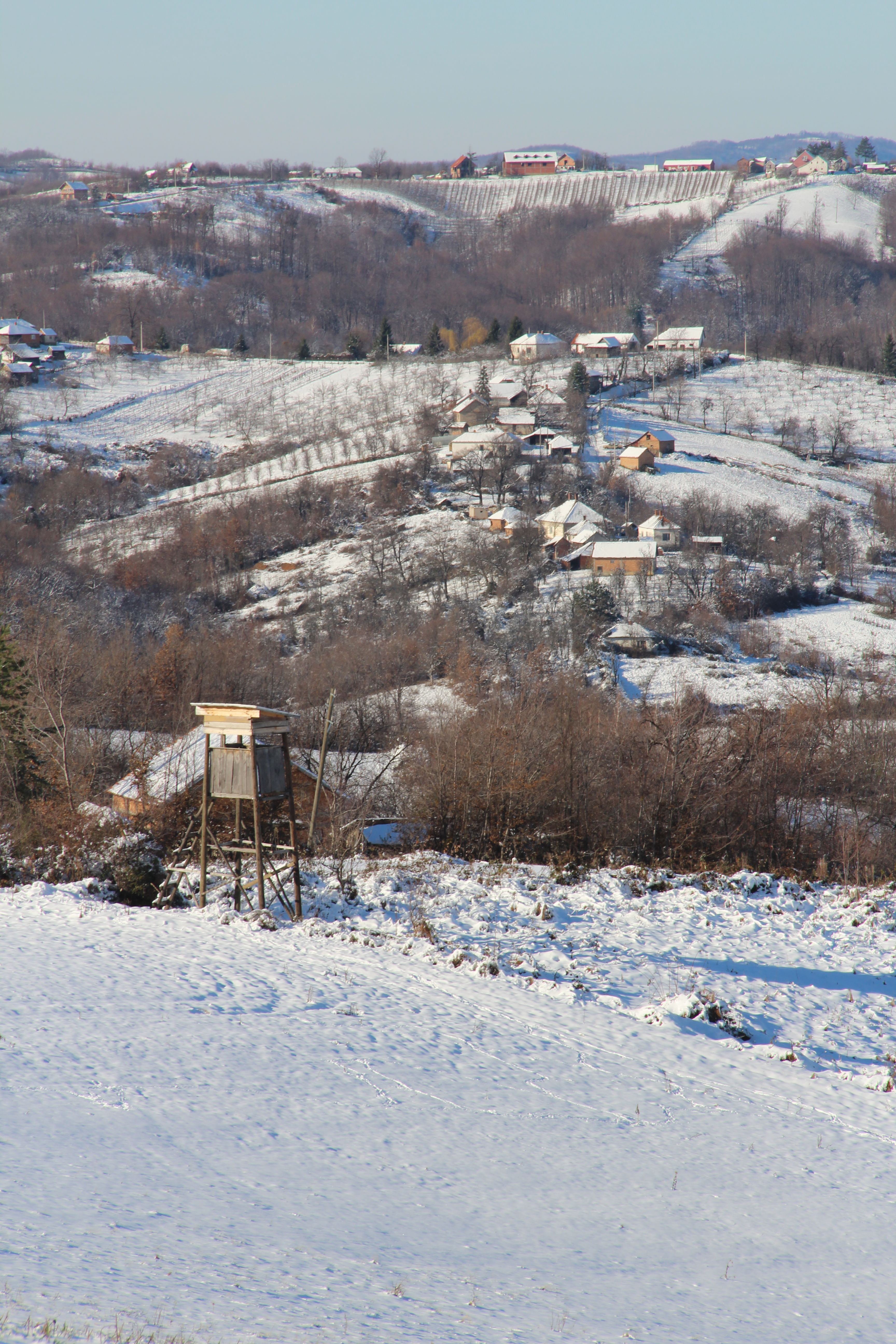
Oglađenovac - panorama
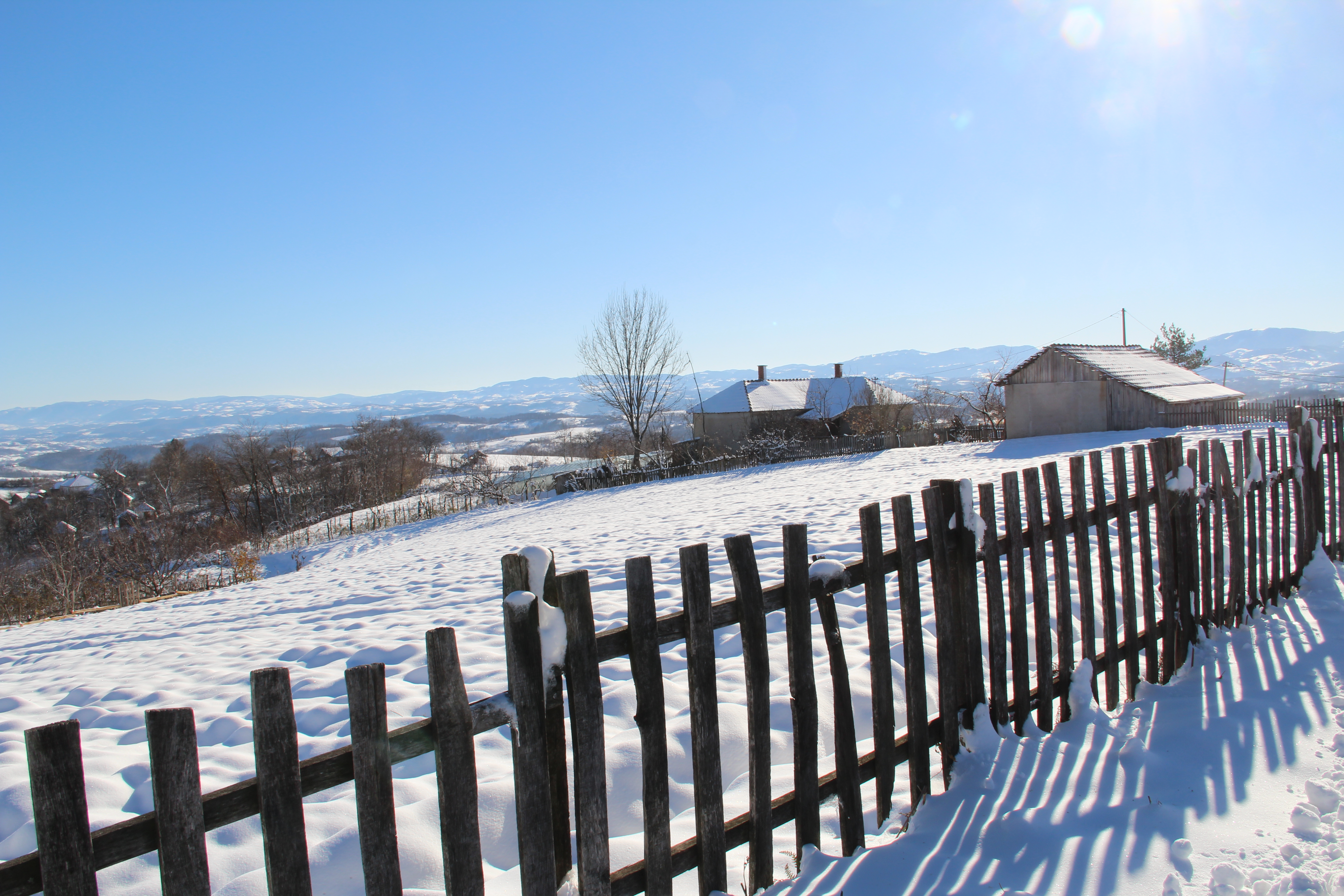
Oglađenovac - panorama
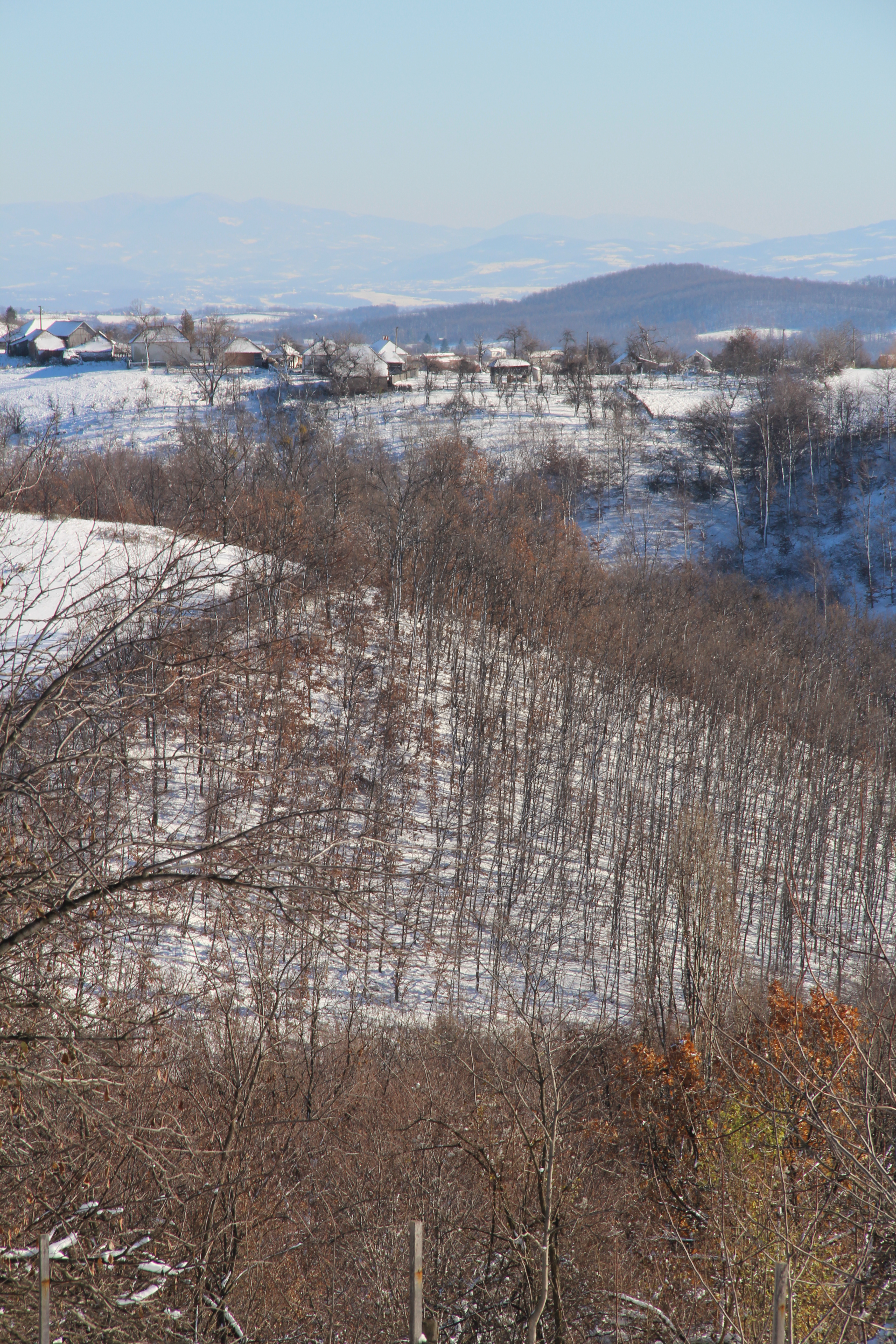
Oglađenovac - panorama